# Doodle Jump
Doodle Jump è un videogioco d'azione a piattaforme sviluppato e distribuito da Lima Sky.
Il 9 marzo 2010, IGN annuncia che il gioco ha totalizzato oltre 3 milioni di vendite.
Il 27 gennaio 2020 è stato reso disponibile su Sky Q insieme ad altri giochi sull'app Playworks Games.

## Modalità di gioco
Lo scopo del gioco è guidare Doodler, una piccola creatura verde a quattro zampe con un lungo naso, su una serie di piattaforme diverse su cui saltare per andare sempre più in alto.
Il giocatore deve inclinare il dispositivo per spostare Doodler nella direzione desiderata e di tanto in tanto ha a disposizione degli aiuti, ad esempio una molla, un trampolino, un cappellino con elica, un jetpack o un razzo, per raggiungere altezze maggiori in minor tempo.
Nel gioco sono presenti molti mostri e UFO che Doodler dovrà cercare di evitare o colpire per eliminarli.
Lo scopo del gioco non è arrivare ad una fine, infatti, la partita termina solo quando Doodler cade verso il fondo dello schermo, viene risucchiato da un buco nero, viene rapito dagli UFO o colpisce un mostro da sotto.
Il gioco consente ai giocatori di scegliere vari scenari di gioco: normale, foresta, spazio, dojo, oceano, 8-bit ed i temi speciali per le feste di Halloween, Natale e Pasqua, inseriti nell'ultimo aggiornamento.

### La versione calcistica
In occasione dei mondiali di calcio del 2010 in Sudafrica, è stata pubblicata una versione speciale di Doodle Jump a tema calcistico. In essa Doodler deve superare undici mostri consecutivi e a volte anche un dodicesimo mostro che interpreta l'arbitro, sparandogli (in questo caso vengono sparati dei palloni) o evitandoli. I mostri hanno i colori di varie nazionali di calcio, tra le quali Italia, Norvegia, Repubblica Ceca, Israele, Argentina, Giappone, Nuova Zelanda, Nigeria, Ungheria, Croazia, Grecia, Svezia, Svizzera, Colombia, Stati Uniti, Uruguay, Francia, Turchia, Russia, Germania, Brasile, Inghilterra, Irlanda, Spagna, Cile, Portogallo, Australia, Honduras, Scozia, Messico, Paesi Bassi e Danimarca. Tutte le piattaforme sono bianche, quando Doodler si avvicina a degli avversari si sentono dei cori da stadio, quando li batte tutti viene fischiata la "rete" e quando colpisce un avversario senza batterlo, perdendo la partita, viene emesso un triplice fischio finale, come nelle partite di calcio. Gli unici bonus disponibili sono la molla e il trampolino, a forma di pallone, e sono presenti anche gli UFO, anch'essi a forma di pallone.

### Ostacoli e aiuti

#### Ostacoli
Ci sono diversi ostacoli al quale Doodler deve sottrarsi nel gioco:
- Mostri - ci sono sette diversi tipi di mostriciattoli che il giocatore non deve colpire dal basso per non essere abbattuto; i mostri possono essere eliminati sparandogli toccando lo schermo o saltandoci sopra oppure schivati. I mostri hanno aspetti diversi nei differenti temi del gioco. Quando ci si avvicina a un mostro si sente uno strano verso.
- Il Boss - questo mostro "capo" si muove intorno allo schermo e per eliminarlo occorre sparargli cinque volte oppure colpirlo con un unico salto da sopra.
- UFO - L'astronave UFO rapisce il Doodler quando esso ci passa sotto ed entra nel suo raggio luminoso. Si può schivarla oppure eliminarla sparandole o saltandoci sopra, come i mostri. L'UFO ha aspetto diverso nei differenti temi. Quando ci si avvicina a un UFO si sente uno strano suono elettronico.
- Buchi neri - Il Doodler viene risucchiato nel buco nero se ci passa troppo vicino.
- Piattaforme che si rompono o spariscono quando ci si salta sopra.

#### Aiuti

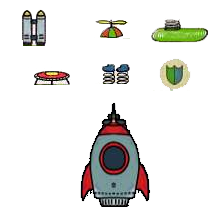
Gli aiuti di Doodle Jump

| Aiuto                          | Funzione | Punti |
| ------------------------------ | --- | ----- |
| Jetpack                        | Fa volare in su il giocatore a velocità elevata per alcuni secondi. Non è possibile sparare o mettere il gioco in pausa mentre è attivo. | 3307  |
| Cappello elica                 | È simile al jetpack, ma sale più lento e percorre un'altezza minore. Non è possibile sparare o mettere il gioco in pausa mentre è attivo. Se si toccano degli ostacoli mentre si sale con il cappello elica, esso si distrugge e il suo operato finisce. | 1736  |
| Molla                          | Doodler rimbalza più in alto saltando sopra la molla. È possibile sparare e mettere in pausa quando si salta su una molla. | 352   |
| Trampolino                     | Stesso effetto della molla, ad eccezione che Doodler fa un salto da capovolto, durante il quale non si può sparare e/o mettere in pausa. | 520   |
| Scarpe con molle               | Come le molle, ma con una durata totale di sei rimbalzi. Si può sparare, mettere in pausa e saltare sui mostri mentre è attivo. | 2068  |
| Scudo di forza                 | Rende Doodler protetto ed invulnerabile ai mostri per qualche secondo. | n/a   |
| Razzo (solo nel tema spaziale) | Spinge in su Doodler fino a velocità molto elevate. È ancora più potente del jetpack, ma meno comune. | 7782  |

### Piattaforme
Ogni piattaforma ha una funzione unica e reagisce in modo diverso quando il giocatore salta su di essa. Il colore della piattaforma può variare a seconda dei diversi temi. Quelli riportati qui sotto appartengono alla versione classica.

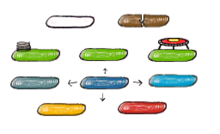
Piattaforme di Doodle Jump

| Colore            | Funzione |
| ----------------- | --- |
| Marrone           | Si rompe quando ci si salta sopra e, se sotto non c'è una piattaforma stabile, fa perdere la partita.                                           |
| Grigia            | Si sposta su e giù. |
| Da gialla a rossa | Prima è gialla, poi diventa rossa e poco dopo esplode scomparendo.                                                                              |
| Blu               | Si sposta lateralmente da destra a sinistra. |
| Verde             | Sta ferma ed è stabile. Questa è la piattaforma più comune e più sicura del gioco.                                                              |
| Blu scuro         | Il giocatore la può spostare a suo piacimento dove gli serve. Si trasforma in una piattaforma di colore verde (fissa) quando ci si salta sopra. |
| Bianca            | Scompare quando ci si salta sopra e, se sotto non c'è una piattaforma stabile, fa finire la partita.                                            |

### Punteggio
Durante il gioco, il punteggio aumenta quando Doodler progredisce ulteriormente. Ci sono la classifica "locale", "amici" e le classifiche globali integrate nel gioco. I giocatori possono condividere i punteggi con gli amici o pubblicarli online su Facebook e Twitter per sfidare gli amici.

### Temi
Ci sono diversi temi che possono essere applicati al gioco cambiando il nome del giocatore ad una delle seguenti:
| Nome da cambiare                 | Tema              |
| -------------------------------- | ----------------- |
| Ooga/Booga/Nooby/Dooby/Klik/Klak | Tema "Pocket God" |
| Bunny                            | Tema di Pasqua    |

Con l'aggiornamento 3.1.3, il tema può essere cambiato nella schermata home, ma il nome del giocatore deve ancora essere cambiato per i temi "Pocket God", "The Creeps!", e i temi di Pasqua.
A febbraio del 2010 sono stati aggiunti il tema giungla, nuove caratteristiche e il meteo. Il 22 marzo è stato aggiunto il tema dello spazio. All'inizio di aprile è stato aggiunto il tema di Pasqua. Il 4 giugno, in concomitanza con i Mondiali di calcio è stato aggiunto il tema calcistico e poco dopo è stato aggiunto anche il tema subacqueo.

## Campionato
Nel dicembre 2009 la prima ufficiale Doodle Jump League è stata vinta da Marco Nellessen. C'è stato un periodo di prova dal dicembre 2009 al febbraio 2010. Da aprile 2010 in poi, c'è stato il primo grande torneo di 60 giorni totali di gioco.

## Riferimenti culturali
Il Doodler, personaggio protagonista di Doodle Jump, ha fatto apparizioni in vari giochi per iPhone, come Parachute Panic, Finger Physics and Pocket God, proprio come i personaggi di Pocket God appaiono in Doodle Jump.
Nell'episodio 48 (stagione 3, ep 8) della serie The Big Bang Theory, il personaggio di Sheldon Cooper, interpretato da Jim Parsons, fa riferimento a Doodle Jump quando vede qualcuno giocarci in un ospedale.